# Georg Jenal
Georg Jenal (* 16. Dezember 1942 in Lebach; † 2. Februar 2022 in Saarbrücken) war ein deutscher Historiker.

## Leben
Jenal wurde nach einem Studium der Geschichtswissenschaft 1973 an der Universität des Saarlandes mit einer von Friedrich Prinz betreuten Dissertation über Erzbischof Anno II. von Köln promoviert. Er habilitierte sich 1989 an der Universität München mit einer zweibändigen Schrift über das Asketen- und Mönchtum von den Anfängen bis zur Zeit der Langobarden im 7. Jahrhundert. Von 1996 bis zu seinem Eintritt in den Ruhestand 2008 lehrte er als Professor für die Geschichte des Mittelalters an der Universität zu Köln.
Sein Forschungsschwerpunkt war die mittelalterliche Kirchen- und Mönchtumsgeschichte.
Georg Jenal starb Anfang Februar 2022 nach langer Krankheit.

## Schriften (Auswahl)
- Sub Regula S. Benedicti. Eine Geschichte der Söhne und Töchter Benedikts von den Anfängen bis zur Gegenwart. Böhlau Verlag, Wien/Köln/Weimar 2018, ISBN 978-3-412-51442-6.
- Benediktiner. UTB Ulmer, Stuttgart 2009, ISBN 978-3-8252-3040-1.
- Italia ascetica atque monastica. Das Asketen- und Mönchtum in Italien von den Anfängen bis zur Zeit der Langobarden (ca. 150/250–604) (= Monographien zur Geschichte des Mittelalters, Bd. 39, I/II). 2 Bde. Hiersemann, Stuttgart 1995, ISBN 3-7772-9409-8; ISBN 3-7772-9410-1.
- (Hrsg.) Gegenwart in Vergangenheit. Beiträge zur Kultur und Geschichte der Neueren und Neuesten Zeit. Festgabe für Friedrich Prinz zu seinem 65. Geburtstag. Oldenbourg, München 1993, ISBN 3-486-56036-0.
- (Hrsg.) Herrschaft, Kirche, Kultur. Beiträge zur Geschichte des Mittelalters. Festschrift für Friedrich Prinz zu seinem 65. Geburtstag (= Monographien zur Geschichte des Mittelalters, Bd. 37). Hiersemann, Stuttgart 1993, ISBN 3-7772-9321-0.
- Erzbischof Anno II. von Köln (1056–75) und sein politisches Wirken. Ein Beitrag zur Geschichte der Reichs- und Territorialpolitik im 11. Jahrhundert (= Monographien zur Geschichte des Mittelalters, Bd. 8, I/II). 2 Bde. Hiersemann, Stuttgart 1974/75, ISBN 3-7772-7423-2, ISBN 3-7772-7504-2.